# Clock gating

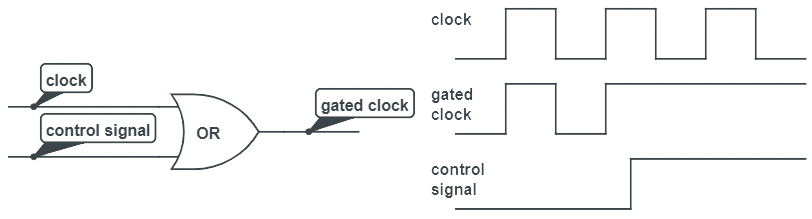
Circuit de clock gating, l'horloge est verrouillée à l'état haut

En électronique numérique, et plus particulièrement lors de la conception de circuit (CPU, GPU, contrôleur mémoire, périphériques), le clock gating est une méthode de réduction de la consommation dynamique d'un circuit.

## Principe
L'arbre d’horloge d'un circuit synchrone représente généralement une part non négligeable de sa consommation dynamique. 
Le clock gating consiste donc à couper le signal d'horloge d'une partie du circuit lorsque celle-ci est inactive.
La taille (granularité) de la zone coupée est très variable. On peut choisir de stopper l'horloge d'un des CPU d'un multiprocesseur comme de couper l'horloge d'une dizaine de bascules dans ce même CPU.
Pour obtenir la meilleure réduction de consommation possible sans réduire les performances, on imbrique généralement plusieurs niveaux de  clock gating.
Cette technique n'a aucune incidence sur la consommation statique du circuit. Pour réduire cette dernière, il faut réduire ou couper totalement l'alimentation d'un sous circuit. On parle dans ce cas de power gating (en).